# میکائیل برونت
میکائیل برونت (انگلیسی: Mickaël Brunet؛ ۶ سپتامبر ۱۹۷۴ – ۳۱ ژوئیهٔ ۲۰۰۴) بازیکن فوتبال اهل فرانسه بود.